# Корбан, Геннадий Олегович
Геннадий Олегович Корбан (укр. Геннадій Олегович Корбан; 24 мая 1970 года, Днепропетровск) — украинский бизнесмен и политический деятель. Глава общественного совета при городском совете Днепра.
Руководитель аппарата Днепропетровской областной государственной администрации с 6 марта 2014 по 24 марта 2015 года. Глава политического совета «Украинского объединения патриотов — УКРОП» с 12 июля 2015 по 23 января 2016 года.
По версии издания «НВ», признан самым влиятельным человеком Днепра. После начала полномасштабного российского вторжения в Украину, 28 февраля 2022 года возглавил Штаб совета обороны Днепра.

## Ранние годы
Родился в еврейской семье советских инженеров. Старшая сестра Виктория Корбан (1962 г. р.) в 1990 году с семьёй эмигрировала в Израиль. Родители Корбана также имеют гражданство Израиля.
Вырос в Днепропетровске, где в 1987 году окончил среднюю школу № 21. После окончания школы поступал на философский факультет в Ростове-на-Дону, однако не был зачислен, так как не смог предоставить рекомендацию от местного партийного органа КПУ.
В том же 1987 году вернулся в Днепропетровск и поступил в металлургический институт. Вскоре приостановил учёбу и был призван в ряды Советской Армии.
В 1988—1990 — проходил службу в армии, в звании рядового в авиационном гвардейском полку.
После демобилизации в 1991 году поступал в Московский литературный институт имени Горького на факультет драматургии, однако предпочел учёбе работу.
В 1994—1997 годах учился в Днепропетровской горной академии по специальности финансы и кредит, окончил её экстерном.

## Бизнес-карьера
В 1991 году начал работать брокером на Московской бирже «Центр союз» и  Российской товарно-сырьевой бирже.
В 1992 году вернулся в родной город со стартовым капиталом, создал брокерскую контору «Украина».
В 1994 – учредил инвестиционную компанию ОАО «ИК Славутич Капитал», председатель совета директоров.     
С 2001 года председатель наблюдательного совета ОАО «Южный горно-обогатительный комбинат».
В 2005 году вошёл в состав наблюдательного совета украинской нефтегазодобывающей компании «Укрнафта», которой принадлежит более 86 % добычи нефти, 28 % газового конденсата и 16 % газа от общей добычи углеводородов в Украине.
Геннадий Корбан сконцентрировал бизнес на первичной приватизации, торговле ценными бумагами, а также строительстве крупных офисных и торговых центров в Киеве и в Днепре. Инвестировал значительные средства в акции ряда «голубых фишек» в Украине и за рубежом.

## Участие в Революции достоинства
Во время Революции достоинства активно поддерживал Евромайдан в Днепропетровске организационно, юридически, финансово, а также информационно, за что вместе со своим бизнес-партнёром Борисом Филатовым подвергся преследованию со стороны вице-премьера Александра Вилкула, который оказывал влияние на региональные власти. 21 ноября 2015 года, через два года после начала Евромайдана, Корбан вспоминал:
«…Мы с Филатовым разбудили Днепропетровск, транслируя на рекламных экранах наших торговых центров Пятый канал – как символ правды и объективности в эпицентре политического влияния Партии регионов».Геннадий Корбан
Кроме контента Пятого канала, на этих рекламных экранах передавали прямую трансляцию с Майдана в Киеве, которую вёл телеканал «Эспрессо TV». Также бизнесмены вывесили на зданиях своих отелей и бизнес-центров в Днепропетровске флаги Украины и ЕС.
По словам Геннадия Корбана, трансляцию Революции достоинства на Пассаже организовали во время событий на улице Грушевского (то есть 19 января 2014).
По ряду свидетельств, трансляция 5 канала началась 24 января. Именно в этот день Горсовет собрался на внеочередную сессию, чтобы проголосовать за обращение к Януковичу применить все законные методы для урегулирования ситуации (завуалированный призыв разогнать Евромайдан). Такое обращение инициировала Партия регионов и ради него пришлось срочно созывать сессию.
На следующий день, 25 января, в субботу, около 17 часов  в ТРЦ «Пассаж», «Европа» и Library был отключён свет, встали эскалаторы и лифты, тысячи посетителей вынуждены были покидать здания в темноте.
В независимых СМИ произошедшее было названо «диверсией» и «местью», организованными вице-премьером Александром Вилкулом. Коммунальные службы города на сообщения об обесточивании не реагировали.
26 января, в воскресенье, по состоянию на 12:14 рекламный экран на ТРЦ «Пассаж» транслировал «Лебединое озеро» (время по публикации на Цензор.НЕТ). Боковой экран ТРЦ показывал флаги Украины и ЕС.
В этот день, 26 января, в воскресенье, в Днепре участники Революции Достоинства собрались у ОГА и были жестоко разогнаны. В ночь на 27 января происходили массовые задержания и аресты, людей хватали прямо на улице, избивали. Судьи ночью массово отправляют задержанных под стражу.
По свидетельству Бориса Филатова, в Днепре это были люди, которых привезли из Кривого Рога, и сотрудники охранных фирм, связанных с местными регионалами, высокопоставленными сотрудниками милиции и СБУ. Дзюдоист Волович, который командовал титушками, впоследствии бежал в Россию.
27 января, когда на Европейской площади Днепропетровска состоялся очередной Евромайдан, на который пришло около ста человек, на ТРЦ «Пассаж» продолжали показывать «Лебединое озеро».

### Обращение к властям Украины
27 января Геннадий Корбан выступает от лица днепропетровских бизнесменов к Януковичу, Кабмину, народным депутатам и местным властям прекратить применять силу и пойти на уступки для сохранения единства Украины.
Геннадий Корбан предлагает власти и оппозиции сесть за стол переговоров на базе единства и неделимости Украины и прав и свобод её граждан.

### Политическое преследование режимом Януковича
Преследование Корбана и Филатова началось в рамках борьбы с Революцией достоинства в Днепре после разгона протестующих 26 января. Оно было многокомпонентным и включало в себя информационную, силовую и «правовую» составляющие.
Силовую атаку обеспечили бойцы «Беркута», которые, по словам Бориса Филатова, отрядами по 30-40 человек прошли по офисам Корбана, Филатова и партнёров с обысками под предлогом поиска экстремистов. Документов, санкционирующих обыск, у них не было. Заместитель председателя Бабушкинского районного суда, один из известных «судей Майдана» Николай Бибик принял решение о принудительном приводе Корбана и Филатова в суд, что по факту означало задержание и арест.

### Эмиграция
28 января 2014 года Корбан и Филатов покинули Украину, после отъезда заявив, что их преследуют за гражданскую позицию «власти Днепропетровской области, курируемые вице-премьер министром Вилкулом А.Ю.». Как вспоминает Корбан, самолёт для срочного вылета из Украины им предоставил Коломойский.
29 января 2014 года на Корбана и Филатова последовала информационная атака днепропетровского нардепа-регионал Дмитрия Шпенова, обвинившего бизнесменов в рейдерстве. В блоге Шпенова на сайте «Корреспондент» в адрес Корбана и Филатова уже содержатся обвинения, которые после избрания Филатова народным депутатом и мэром будут регулярно воспроизводиться в адрес Корбана («рейдерство») и Коломойского (создание «частных армий», попытка переворота).
30 января 2014 года Филатов сообщает, что решение суда об их принудительном приводе в суд (по факту – аресте) официально отменено. Однако давление властей на сторонников Майдана продолжалось. Борис Филатов описал обстановку в Днепре:
«В городе массово задерживают студентов и школьников старших классов. Выписывают аресты за найденные флаги Евромайдана. Одному из наших работников хотели срезать двери в квартире, поскольку пришли с обыском искать взрывчатку».Борис Филатов
Минимизируя конфликт, и Корбан, и Филатов публично представят происходящее как сведение Вилкулом личных счётов за «некую прошлую обиду».
2 февраля Корбан и Филатов были приглашены в Кнессет Израиля и встретились там с депутатами, а вечером с ними неформально пообщался спикер Кнессета Юлий Эдельштейн.
4 февраля «Пассаж» после перерыва начал транслировать Громадське ТВ (которое тоже периодически включало Майдан).

### Предложения по урегулированию конфликта власти и общества
5 февраля 2014 года Геннадий Корбан и Борис Филатов дают пресс-конференцию в Тель-Авиве, в отеле Дан Панорама. Для организации они обратились к главному редактору портала «Киев еврейский» Элеоноре Гройсман.
После окончания пресс-конференции они продолжают неформальное общение с журналистами. Элеонора Гройсман отмечает, что Корбан до этого момента практически не был публичным.
В этот же день Геннадий Корбан дает интервью израильскому журналисту Шимону Бриману, где очерчивает свою гражданскую позицию, указывает на главную опасность для Украины и путь выхода.
«Звучали лозунги о разделе страны на части по Днепру. Мы не хотим жить в какой-то одной из частей. Мы не хотим, чтобы Украина или её часть превратились в чёрную дыру на карте Европы, как Приднестровье.
…Если активность гражданского общества будет раздавлена, то естественно, что бизнесу будет тяжело, он будет находиться под сапогом. И прежде всего – под сапогом Российской Федерации, которая будет медленно и настойчиво навязывать свои правила бизнесу в Украине».Геннадий Корбан
Путь сохранения Украины Корбан видит в том, чтобы попросить помощи олигархов в управлении страной:
«Эти люди сегодня обладают самым большим интеллектуальным ресурсом в стране. Вместо того, чтобы их грабить или отталкивать, их наоборот надо привлечь и попросить у них помощи в управлении страной».Геннадий Корбан
В качестве возможных кандидатур Корбан назвал Коломойского, Боголюбова, Ахметова и Пинчука.
После победы Революции Достоинства новые власти предложили некоторым из лидеров крупнейших финансово-промышленных групп стать главами облгосадминистраций в соответствующих регионах.
В результате согласились только Сергей Тарута и Коломойский, который, по собственному утверждению, и предложил эту кадровую инициативу новым властям.
Позже, уже после начала гибридной российско-украинской войны, высказывалась идея назначить главой Донецкой ОГА Корбана, вместо Таруты, который «провалил работу в области».

### Обращение к большому бизнесу
19 февраля, после попытки силового подавления революции (штурм Майдана в ночь с 18 на 19), Геннадий Корбан публикует обращение к руководителям всех ФПГ Украины, призывая их взять ответственность за спасение страны:
«Война началась. (...) Большой бизнес обязан взять в свои руки организацию мирных переговоров. Предлагаю руководителям крупнейших финансово-промышленных групп немедленно, сегодня, приступить к организации мирных переговоров между властью и оппозицией. Завтра может быть поздно — потому что полевых командиров вы уже за стол переговоров не посадите».Геннадий Корбан

## На государственной службе

### Исторический контекст назначения на госслужбу
1 марта 2014 в городах юга и востока Украины российские диверсанты и пророссийские маргиналы пытаются захватить административные, здания, сорвать флаги Украины и повесить российские. В том числе, в Днепре (тогда – Днепропетровск) порядка 3000 сторонников России собираются у оперного театра, они вешают возле горсовета российский флаг. Для стабилизации ситуации 2 марта и.о. президента Александр Турчинов подписывает указ о назначении Коломойского председателем ОГА Днепропетровской области. В целом, тогда были заменены губернаторы 18 областей Украины.
В Днепре создан Штаб национальной защиты области. По итогам переговоров представителей участников Революции достоинства, областного совета и правоохранителей, которые публикует участник переговоров Борис Филатов, новое руководство Украины признано легитимным, а Янукович, российская агрессия и сепаратизм – осуждены. Документ подписали Партия регионов, «Батькивщина», УДАР, «Правый сектор», «Свобода», Самооборона, Евромайдан и еще более десятка различных организаций и партий.
ДнепрОГА отправляет помощь украинской воинской части в Севастополе. Это первый зафиксированный случай волонтерской помощи военным.
3 марта 2014 в Днепр прибывает новоназначенный глава ОГА Коломойский и встречается с участниками Революции достоинства и представителями областных властей. В Днепропетровской области вводится мораторий на митинги. Мораторий объявил Координационный центр общественного порядка и спокойствия. Этот же центр обратился к руководителям городов и районов с призывом обеспечить охрану стратегических объектов, в частности, мест забора питьевой воды, водоканалов области, водохранилищ, электростанций, котельных, газопроводов, аммиакопроводов и обеспечить своевременность социальных выплат (пенсий, стипендий, зарплат).
6 марта 2014 года Борис Филатов сообщает, что Геннадий Корбан назначен заместителем главы ДнепрОГА – руководителем аппарата.
7 марта 2014 года Геннадий Корбан в интервью Марии Жартовской сказал, что решение о его назначении принял лично Игорь Коломойский и с высшим руководством страны оно не согласовывалось.

### Полномочия Корбана в ДнепрОГА
На следующий день после назначения Геннадий Корбан представляет свои полномочия как оперативное управление и экономический блок.
Должность дает Геннадию Корбану заниматься управлением областью в отсутствие главы ОГА Игоря Коломойского (который по факту большую часть времени проводил за границей).
По мере усиления российской агрессии и соответственно сопротивления Украины в полномочия Корбана входит военная компонента.
В конце 2015 года Борис Филатов обозначит направления работы Корбана как «силовое блокирование и обеспечение фронта».
18 июня 2014 года в интервью журналу «Країна» Геннадий Корбан на вопрос о своей сфере ответственности в области отвечал: «Я вмешиваюсь в любую сферу. Во все».

### Экономическая политика в регионе
В интервью 7 марта 2014 года Геннадий Корбан показал себя как сторонник и борьбы с коррупцией и децентрализации. Корбан заявил о намерении нового руководства ДнепрОГА выйти с инициативой расширения полномочий местного самоуправления, финансовой децентрализации, чтобы, в том числе, регион имел возможность поднимать зарплаты бюджетников. При текущем годовом доходе области в 3,7 млрд грн, по словам Корбана, ДнепрОГА видела «внутренний резерв поднятия доходности в два раза».
17 апреля Коломойский и Корбан призвали крупный бизнес области последовать их примеру и повысить зарплаты работников на 20%, чтобы оживить потребительский спрос и экономику области.
На март 2015 года, в Днепропетровской области было собрано почти вдвое больше налогов, чем за аналогичный период 2014 года; а экономика области выросла в 1,5 раза.
В том же интервью 7 марта 2014 года Корбан заявил, что в условиях присутствия внешнего врага ДнепрОГА не будет «делить сферы влияния» с весомым в регионе Александром Вилкулом и сумеет «сохранить в области мир, спокойствие и порядок».

### Антитеррористические меры
Как вспоминал Корбан в феврале 2015 года, первым делом новое руководство ДнепрОГА подавило пророссийское подполье, пророссийские настроения в регионе. Антитеррористические меры контролировал лично Корбан.
По собственным словам Корбана: «Всем, кто хотел уехать в Россию, мы купили билеты в один конец. А Днепропетровск через некоторое время превратился в город образцового патриотизма».

### Организация обороны Днепропетровщины
По инициативе руководства ДнепрОГА были созданы основные рубежи для артиллерии и тяжёлой техники, которые прикрывали Днепропетровскую и Запорожскую области, на территории региона установили 100 блокпостов, оборудованных системой видеонаблюдения.
Также одной из мер по предотвращению распространения российской агрессии на Днепропетровскую область стало ограничение железнодорожного сообщения с Донецкой областью. После установления Россией контроля над Донецком и создания фиктивных «органов власти», включая «министерство транспорта», в селекторном совещании которого приняли участие начальники некоторых станций на территории Днепропетровщины, по распоряжению Корбана КАМазами были перекрыты пути Донецкой железной дороги на входе в Днепропетровскую область, а тех начальников станций, по словам Корбана, «пришлось выкинуть». Позже движение по железной дороге было восстановлено в ограниченном масштабе с полным досмотром поездов уполномоченными специалистами на станции Чаплино.
Кроме того, Корбан организовал передачу областному УСБУ мощных систем прослушивания с возможностью прослушивать мобильную и аналоговую связь, что дало возможность эффективно предотвращать проникновение в область ДРГ противника.
Помимо Днепропетровщины, руководство ДнепрОГА, как вспоминал Корбан, осуществляло «патронат над Запорожьем и с другой стороны – над Одессой».

### Штаб национальной защиты и создание добровольческих батальонов
Корбан стоял у истоков создания добровольческих батальонов.
По свидетельству Корбана в интервью 18 июня 2014 г., руководство ДнепрОГА доплачивало бойцам «добробатов» довольствие, обеспечивало их формой, бронежилетами, сухпайками – всем, кроме оружия. «Формально, эти батальоны при Минобороны и МВД, но фактически - в нашем распоряжении», — говорил Корбан.
В репортаже The New York Times от 6 апреля 2014 года (в тот день российскими диверсантами и коллаборантами были захвачены ОГА в Донецке и Луганске) сообщается, что первый этаж ДнепрОГА отдан руководством Штабу национальной защиты, который, по словам его главы Юрия Березы, к тому времени набрал более 7 тыс. добровольцев, готовых сражаться в случае вторжения РФ.
После того как с 12 апреля 2014 года российские диверсионные группы приступили к захвату городов на Донбассе, уже 13 апреля глава государства Александр Турчинов заявляет о начале масштабной антитеррористической операции с привлечением Вооружённых сил. В тот же день Корбан анонсирует, что с 14 апреля по согласованию с Аваковым начинается формирование батальона специального назначения «Днепр».
К 15 апреля, когда Аваков объявил о том, что в каждом областном центре востока и юга Украины будет создан свой батальон из местных жителей, в том числе «Днепр» в Днепропетровске , набор добровольцев в Днепропетровске шел уже несколько дней.
На Днепропетровщине развернул свою базу «Правый сектор», а 16 апреля в Днепр приехал Дмитрий Ярош.
20 апреля добровольцы «Правого сектора» впервые провели атаку на оккупантов, им удалось зачистить блок-пост противника под Славянском и уничтожить 6 наемников. Операцию заранее согласовал с Турчиновым Корбан. Именно с этой операцией связан мем «визитка Яроша».
Сформированные позже в Днепропетровской области батальоны «Донбасс», «Луганск», «Шахтерск»/ «Торнадо», по свидетельству Корбана, были прикомандированы к Днепропетровскому УВД и обеспечивались также при содействии руководства ДнепрОГА, в частности, за счет созданного по инициативе Корбана в мае 2014 года «Фонда обороны страны».
Также Корбан упоминал о поддержке «Айдара», «Азова» и подразделений ВСУ — 25-десантной аэромобильной бригады, 93-бригады, 17-танковой бригады.
В целом, как сообщил Корбан на встрече с послом Канады в Украине Романом Ващуком 25 января 2015 года: «Днепропетровская область сформировала около 4 батальонов территориальной обороны и порядка 6 милицейских батальонов исключительно из добровольцев».

### Освобождение четырёх районов Донецкой области
В мае—июне 2014 года по инициативе руководства ДнепрОГА была проведена полицейская операция по освобождению четырёх районов Донецкой области, которую Корбан назвал «плоскогубцы», в ходе которой от террористов были освобождены города Димитров, Доброполье Покровского района, Александровка и Александровский район, Великоновосёлковский район и г. Мариуполь (совместно с батальоном «Азов»).
Во время визита Порошенко в Днепропетровск перед президентскими выборами Коломойский и Корбан убеждали будущего президента, что именно помощью подобных операций необходимо освобождать от оккупации весь Донбасс, так как при масштабном задействовании армии велик риск симметричных действий РФ.
 

### Центр освобождения пленных
Освобождён первый пленный – Николай Якубович. Вопрос освобождения пленных стал актуален в мае 2014 года, когда 2 мая был захвачен Николай Якубович, советник секретаря СНБО Андрея Парубия и его понадобилось обменять. Якубович был побратим по Майдану Владимира Рубана, главы общественной организации «Офицерский корпус», который и занялся его освобождением. Корбан предложил ему помощь и включился в процесс.
Корбан вспоминал, что обменный фонд формировался так: «Мы совместно с ними (СБУ. – прим.) вели операции по обмену пленными. То есть пленные, которые попадали к нашим войскам, мы сдавали в СБУ, а потом их обменивали на наших ребят, которые были там».
Самой резонансной историей обмена стала т.н. операция «Рандеву», когда на российскую диверсантку Ольгу Кулыгину удалось обменять 17 человек. Обмен состоялся 29 июля 2014 года. Ранее рассматривался вариант обмена Кулыгиной на Надежду Савченко, но Порошенко «не дал добро».
При поддержке ДнепрОГА в Днепропетровске был создан Центр освобождения пленных «Офицерский корпус» (договоренность о создании Центра состоялась 3 июля, официально объявлено 4 августа 2014 года).
От руководства ДнепрОГА и Фонда обороны страны Центр получал материальное обеспечение большинства операций. По свидетельству Сергея Иванчи, начальника штаба ГО «Офицерский корпус», который лично участвовал во многих операциях по освобождению пленных, благодаря слаженной работе с Корбаном и командой ДнепрОГА «удалось из плена вытащить почти 800 человек, а также эвакуировать 130 стариков и детей из Донецка».
По словам Рубана, по состоянию на начало сентября 2014 года, за исключением ДнепрОГА в лице Корбана, власти «не спешили» помогать в обмене пленными.

### Центр идентификации тел
В июне 2014 после уничтожения оккупантами Ил-76 с днепропетровскими десантниками в Луганском аэропорту возникла потребность в идентификации останков погибших, которые за счёт «Фонда обороны страны» были доставлены в Днепропетровск с места трагедии. Доставляли в город и тела погибших под Иловайском.
Поэтому в Днепре был создан Центр идентификации тел с ДНК-лабораторией.
На 19 марта 2015 года в Днепре было захоронено более 160 неустановленных тел погибших участников АТО, из них идентифицировано 36.

### Центр помощи переселенцам
Помощь переселенцам на уровне области понадобилась в июне 2014 года, когда был открыт центр «Допомога Дніпра». Далее был создан Региональный кординационный центр при ОГА, куда вошли представители всех властей и служб. Для переселенцев предоставлялось временное жилье, помощь в восстановлении утраченных документов, регулярно выплачивались компенсации, оказывалась поддержка в обучении и воспитании детей в школах и детских садах.
26 января 2015 года было объявлено, что по инициативе Геннадия Корбана промышленные предприятия Днепропетровской области выделят квоты на трудоустройство переселенцев.
На начало февраля 2015 года на Днепропетровщине находилось 87 тыс. переселенцев.
В феврале Днепропетровщина стала первым в Украине регионом, получившим напрямую от ЕС 1,5 миллионов евро для помощи переселенцам.

### Рубежи обороны
После Иловайской трагедии в ДнепрОГА сосредоточились на строительстве эшелонированной обороны области. В марте 2015 года Геннадий Корбан рассказал, что центральная власть отстает от Днепропетровской области ровно на полгода и то, что сделано было на Днепропетровщине в сентябре-октябре 2014, о том «в Киеве начинают думать только сейчас».

### Эвакуация детей из района боевых действий
После начала российского наступления под Дебальцево из района боевых действий были эвакуированы дети. С просьбой об эвакуации обратился к Геннадию Корбану глава милиции Донецкой области Виктор Аброськин.
В результате 39 детей были эвакуированы из Авдеевки и размещены в Днепропетровском детском санатории №2. Ещё 68 детей из Марьинки были размещены в школе-интернате Никополя.

### Операция «Исход»
12 февраля 2014 года из Донецка и Горловки состоялась эвакуация в Днепропетровск 130 человек, в том числе 22 детей и 70 человек старше 55 лет, организованная Корбаном силами Центра освобождения пленных «Офицерских корпус» по просьбе главного раввина Днепропетровска Шмуэля Каминецкого и крупнейшей еврейской благотворительной организации «Джойнт».

### Командный центр ОК «Юг»
В начале 2015 года в Днепропетровске волонтёрами «Фонда обороны страны» при содействии ДнепрОГА на частные пожертвования был создан уникальный Командный центр Оперативного командования «Юг», благодаря современному техническому оснащению которого штаб ОК «Юг» получило возможность оперативно отслеживать авиапространство, ситуацию на дорогах, блокпостах и стратегических объектах, поддерживать качественную связь с воинскими подразделениями.

### Отставка
После того как 24 марта 2015 года Порошенко подписал указ об отставке Коломойского с должности главы ДнепрОГА, Корбан подал в отставку.

## Политическая и общественная деятельность
В интервью 28 марта 2015 года заявил о планах ушедшей в отставку команды ДнепрОГА участвовать в местных выборах 2015 года, если получится организовать новую политическую силу — патриотическую и реформаторскую.
23 апреля 2015 года объявил о намерении баллотироваться в Верховную Раду на округе №205 в Черниговской области, чтобы строить страну и защитить её «от повторения 2005 года, когда вместо реформ власть "раздерибанили" между своими».
12 июля 2015 возглавил политическую партию УКРОП («Украинское объединение патриотов»), от которой выдвигался на июльских довыборах в Верховную Раду Украины по одномандатному мажоритарному округу № 205 в Чернигове. С результатом 14,76 % голосов «за» занял второе место, проиграв кандидату от Блока Петра Порошенко Сергею Березенко. Избирательная кампания сопровождалась многочисленными скандалами, связанными с Березенко и Корбаном, на место народного депутата Украины претендовало рекордное число кандидатов — 90 человек, а Корбана обвиняли в подкупе путём раздачи продуктов (в том числе гречки) местному населению.
Корбан публично разоблачил подкуп избирателей со стороны оппонента. Впервые была вскрыта так называемая «Сетка» — система подкупа голосов избирателей, что привело к всеукраинскому скандалу и ещё больше ухудшило отношения оппозиционного политика с президентом.
12 сентября 2015 партия УКРОП выдвинула Геннадия Корбана кандидатом на пост городского головы Киева на местных выборах 25 октября 2015. Такое решение было принято на съезде партии единогласно. В первом туре он занял 10-е место, набрав 2,61 % голосов избирателей (22 737 чел.). В целом по стране партия «УКРОП» под его руководством набрала 7,5% голосов, что составило более миллиона голосов избирателей.
1 ноября 2018 года были введены российские санкции против 322 граждан Украины, включая Геннадия Корбана.
5 марта 2020 года Корбан возглавил общественный совет при городском совете Днепра. В него вошли 12 профильных комитетов. Сам Корбан занимается реализацией проектов в области культуры. В частности, при его содействии, архитектурная студия Zaha Hadid и один из старейших аукционных домов Sotheby’s, который специализируется на продаже антиквариата и предметов искусства, начали свою работу в Днепре. Студия Zaha Hadid спроектировала три новые станции Днепровского метрополитена «Центральная», «Театральная» и «Музейная», открытие которых запланировано в 2024 году. Sotheby’s занимается разработкой концепции музея современного искусства в Днепре.
Также Геннадий Корбан анонсировал, в частности, открытие в Днепре большого культурного центра — негосударственного и альтернативного. По его словам, резидентами там уже согласились быть культурное посольство Чехии и французский культурный центр «Alliance française».
После начала полномасштабного российского вторжения в Украину, 28 февраля 2022 года возглавил Штаб совета обороны Днепра.

## Социально-политические взгляды и позиции
После отъезда из Украины 31 января 2014 года Геннадий Корбан дал интервью изданию Лига.net и на вопрос, планирует ли он продажу активов, ответил:
«К продаже активов мы подходим прагматично. Любой бизнес продается, независимо от событий в стране. Я считаю, что можно продать все, кроме близких и родины».
В интервью украинскому СМИ Корбан предлагал вариант развития революции, совпадающий с планом Кокса-Квасьневского, за исключением одного пункта – у них Янукович продолжал оставаться при власти до выборов в декабре 2014 года. Корбан не упоминает о Януковиче, но говорит, что власть должна быть передана представителям народа, а выборы пройти в течение года.
«Для Украины в сложившейся ситуации можно применить польский сценарий. Это мягкий вариант, когда власть соглашается на реформы и передает власть представителям народа. Через год или раньше назначаются выборы парламента и президента. Когда Солидарность подняла восстание в Польше, там использовался именно такой вариант передачи власти. Я не сторонник кровопролития и радикализма. И власть, и оппозиция должны быть благоразумны».
Про поддержку единства Украины:
«Единственное, чего мы не хотим — это потерять свою родину, своих близких и свой бизнес. В той ситуации, в которой оказались страна и общество, мы увидели, что это может произойти. В частности, звучали лозунги о разделе страны на части по Днепру. Мы не хотим жить в какой-то одной из частей. Мы не хотим, чтобы Украина или ее часть превратились в черную дыру на карте Европы, как Приднестровье».
Про Евромайдан:
«Я не сочувствую ни оппозиции, ни власти. Я сочувствую людям, которые гибнут сегодня на Майданах страны, которые жертвуют своим временем и свободой ради того, чтобы Украина выбрала путь, которого добивается народ. Я говорю о своей гражданской позиции».
Про полную перезагрузку власти:
«Для того, чтобы быть довольным властью в нашей стране, должна быть полная перезагрузка власти и начаться реформы».
Про деолигархизацию и мягкую национализацию:
«Деолигархизация предусматривает, что в течение года все олигархи, которые владеют стратегическими отраслями украинской экономики, будут обязаны продать свои контрольные пакеты на публичных площадках не только в Украине, но и за рубежом. Для освобождения экономики Украины от олигархов нужно «выбить из-под них монополию». Это должно касаться всех тех, кто подпадает под определение «олигарх». Мы примем правила игры, которые будут одинаковыми для всех олигархов».
С июня 2014 года высказывался в пользу необходимости перевода армии Украины на контрактную основу.
26 августа 2014 года в интервью «Обозревателю» Корбан высказался за национализацию российских активов в Украине:
«Российские вложения, убежден, должны быть национализированы. Считаю, что у российских компаний мы должны отнять все за тот ущерб и кошмар, который принесла эта страна в Украину. Они должны заплатить контрибуцию».

## Коллекционирование
Геннадий Корбан является коллекционером модернизма и современного искусства. Владеет коллекцией живописи, часть которой размещена во временное пользование в музеях мира.
В 2008 году основал Korban Art Foundation, с целью собрать уникальную коллекцию картин. Она началась с образцов украинского авангарда и парижской школы – с работ Владимира и Давида Бурлюк, Веры Рохлиной, Владимира Баранова-Россине, Бориса Анисфельда.
Проявляя интерес к направлениям кубизма, футуризма и фовизма, в основу собрания также вошли произведения великих модернистов, среди которых Марк Шагал, Кес ван Донген, Кристиан Шад, Жан Метценже и другие.
Вскоре круг интересов расширился, и коллекция пополнилась работами советского нонконформизма в исполнении Оскара Рабина и Эрнста Неизвестного.
Эти фамилии известны не только отдельным ценителям искусства XX века, но и широкой общественности и могли бы сделать честь любому музею мира. Речь идет о таких художниках как Густав Климт, Эгон Шиле, Бэнкси, Дэмьен Херст, Алексей Явленский.
Также известно, что в коллекции Геннадия Корбана имеется полотно американской художницы польского происхождения Тамары де Лемпицкой «Обнаженная». Картина была написана в 20-х годах прошлого столетия.

## Рейтинги
В 2007 году журнал «Фокус» включил Корбана в рейтинг «50 самых влиятельных днепропетровцев». В 2013 году журнал Forbes опубликовал рейтинг «100 самых богатых украинцев», в котором Геннадий Корбан занял 77 место с состоянием $153 млн. Также он занял 7 место в списке самых богатых бизнесменов Днепропетровска.
В 2014—2015 годах Геннадий Корбан входит в рейтинг «100 самых влиятельных украинцев» по версии журнала «Фокус».
10 лет назад был заместителем директора днепропетровского ЧП "Славутич – Лизинг", возглавлял набсовет криворожского Южногогорно-обогатительного комбината. Многолетнего соратника миллиардера Игоря Коломойского в кулуарах называли "специалистом по решению корпоративных споров "Привата", но сам он участие в группе всегда отрицал. После назначения Коломойского губернатором Днепропетровской области Корбан возглавил аппарат облгосадминистрации. Ему принадлежит высказывание: "Днепропетровск не Донецк, русских оккупантов за каждым углом будет ждать пуля". Раньше круг общения Геннадия Корбана состоял в основном из представителей крупного бизнеса. Теперь по вопросам обороны он общается с первыми лицами страны. По-сути, Корбан стал правой рукой губернатора в области. Вместе с другим замом Коломойского, Борисом Филатовым, осенью прошедшим в ВР по мажоритарному округу, он организовывал работу по обороне: в области создавались рубежи для артиллерии и тяжёлой техники, было обустроено не меньше сотни блокпостов и подготовлена армия из 5 тыс. резервистов, сформировано четыре батальона территориальной обороны. После начала военных действий на востоке Корбан пригласил донецкие и луганские фирмы регистрироваться в Днепропетровске, гарантируя работу и защиту.
В 2015 году журнал «Фокус» поместил Геннадия Корбана на 100 место в рейтинге «100 самых богатых людей Украины», оценив его состояние в $40 млн. В 2016 году находился на 95 месте с состоянием $37 млн.
В 2019 году журнал «НВ» назвал Корбана самым влиятельным человеком Днепра.
Корбан вернулся в Украину, осел в Днепре и стал трижды бывшим: бывшим чиновником, бывшим политиком и бывшим соратником Коломойского. При этом он остался одним из самых влиятельных людей города, а это куда важнее, чем всё то, чего Корбан лишился.
В 2020 году Корбан вошёл в топ-100 влиятельных людей Украины по версии журнала «НВ», заняв 88-е место.

## Государственные награды
15 сентября 2014 года был награждён орденом «За мужество» III степени — за мужество и самоотдачу, активную гражданскую позицию и высокий профессионализм, которые были проявлены во время исполнения служебных обязанностей.
19 мая 2022 года министр обороны Алексей Резников наградил Корбана медалью «За содействие Вооружённым силам» с формулировкой «за значительный личный вклад по защите территориальной целостности Украины».

## Дело Корбана
4 июля 2019 года Корбан одержал победу в Европейском суде по правам человека. Он обратился в ЕСПЧ после того, как украинская власть нарушила его права в ходе проведения расследования и судебных разбирательств. По словам Корбана, заказчиками его преследования являются бывший президент Украины Пётр Порошенко, а также его соратники Александр Грановский, Игорь Кононенко и Виктор Шокин. После того, как Европейский суд по правам человека признал нарушение его прав, он обратился к ним с требованием компенсации за материальный, моральный и физический ущерб. В частности, ЕСПЧ признал незаконным принудительное нахождение Корбана на судебных слушаниях после перенесенной операции на сердце в декабре 2015 года (нарушение ст. 3 Европейской конвенции по правам человека). Суд также признал нарушением ст. 3 нахождение Корбана в клетке во время трех судебных заседаний в январе 2016 года.
Советский и украинский правозащитник и диссидент, Герой Украины Степан Хмара поддерживал Корбана в суде и дал свою оценку происходящего:
«Этот процесс должен создавать впечатление, что УКРОП — это преступная группировка, во главе которой стоит такой страшный преступник, как Корбан. А на самом деле, это план Путина по зачистке оппозиции. Порошенко в сговоре с Путиным проводит политику плавной капитуляции Украины и в то же время выстраивания государственной мафии во главе с ним».Степан Хмара
Впоследствии Хмара несколько раз приходил на заседания суда по «делу Корбана». 10 декабря 2015 года «Майдан иностранных дел», независимая общественная организация, представляющая собой экспертную и общественную платформу для формирования украинской внешней политики и политики национальной безопасности, в День защиты прав человека назвала дело Корбана незаконным и отметила в своём 16-страничном пресс-релизе ряд нарушений норм международного права и украинского законодательства. Харьковская правозащитная группа обнародовала заявление, в котором констатировала усиление жестокости правоохранительных органов в отношении обвиняемых в совершении преступлений, назвав ярким примером незаконных действий правоохранителей дело Геннадия Корбана. «Судебное заседание, которое длится около тридцати часов, и отказ судьи объявить перерыв, несмотря на психоэмоциональную истощение участников процесса, должны быть квалифицированы как жестокое и бесчеловечное обращение», — сказано в заявлении.
Также в поддержку Геннадия Корбана выступила партия «Самопомич», которая в официальном сообщении осудила задержание Корбана как пример выборочного правосудия и попытку вернуть Украину во времена политических репрессий Виктора Януковича. Партия «Батькивщина» выразила обеспокоенность избирательностью правосудия и политическим характером преследования.